# Lijst van Impact Wrestling-pay-per-view-evenementen

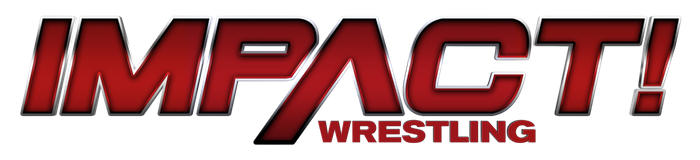

Dit is een chronologische lijst van Impact Wrestling pay-per-view evenementen georganiseerd en geproduceerd door de Amerikaanse worstelorganisatie Impact Wrestling (voorheen bekend als TNA Wrestling). Sinds 2002 werden er wekelijkse pay-per-views uitgezonden die twee uur duurde. Nadat Impact Wrestling hun eigen televisieprogramma had, Impact!, stopte Impact met de wekelijkse pay-per-views en begon met het promoten van maandelijkse pay-per-views tot januari 2013. Aanvankelijk werden alle evenementen gehouden in de Impact Zone. Later werden er meerdere evenementen per jaar elders gehouden. De grootste en belangrijkste evenementen zijn Bound for Glory, Slammiversary en Lockdown. Deze evenementen zijn ook een belangrijke inkomstenbron voor de organisatie.

## Geschiedenis
Vanaf het begin was Impact Wrestling's enige televisieprogramma een wekelijkse pay-per-view van twee uur onder de naam TNA. De eerste wekelijkse pay-per-view vond plaats op 19 juni 2002 in Huntsville, Alabama. Na het einde van de wekelijkse pay-per-view, begon Impact met het uitzenden van een televisieprogramma genaamd Impact! (toen nog TNA iMPACT!), dat op 4 juni 2004 in première ging. Op 7 november 2004 begon TNA met het uitzenden van hun eerste maandelijkse drie-uur durende pay-per-view evenement, Victory Road.
TNA organiseerde ook enkele pay-per-view evenementen in samenwerking met Japanse en Mexicaanse promoties van 2007-2009, 2011, 2013 en 2019. TNA werkte onder ander samen met de Japanse Inoki Genome Federation (IGF) en New Japan Pro Wrestling (NJPW) en de Mexicaanse AAA en World Wrestling Council (WWC).
De maandelijkse pay-per-views werd in januari 2013 veranderd, met op vier evenementen na. In de plaats daarvan begon TNA met het produceren van TNA One Night Only, opgenomen televisiespecials die ook op pay-per-view worden aangeboden.

## Tijdlijn van alle evenementen

### NWA - TNA tijdperk

#### 2002
| Evenement       | Datum                                             | Stad                 | Locatie                        | Main Event |
| --------------- | ------------------------------------------------- | -------------------- | ------------------------------ | --- |
| NWA-TNA PPV #1  | 19 juni 2002                                      | Huntsville, Alabama  | Von Braun Center               | Ken Shamrock vs. Malice voor het NWA World Heavyweight Championship |
| NWA-TNA PPV #2  | 19 juni 2002 (uitgezonden op 26 juni 2002)        | Huntsville, Alabama  | Von Braun Center               | A.J. Styles vs. Jerry Lynn vs. Low Ki vs. Psicosis in een 4-Way Double Eliminatie wedstrijd voor het NWA TNA X Division Championship                                            |
| NWA-TNA PPV #3  | 3 juli 2002                                       | Huntsville, Alabama  | Von Braun Center               | Jeff Jarrett & K-Krush vs. Brian Christopher & Scott Hall |
| NWA-TNA PPV #4  | 10 juli 2002                                      | Nashville, Tennessee | Nashville Municipal Auditorium | Christopher Daniels vs. Elix Skipper vs. Jerry Lynn vs. Kid Romeo vs. Low Ki vs. Tony Mamaluke in een 6-man Eliminatie match voor het NWA TNA X Division Championship           |
| NWA-TNA PPV #5  | 17 juli 2002                                      | Nashville, Tennessee | Nashville Municipal Auditorium | Brian Lawler vs. Scott Hall |
| NWA-TNA PPV #6  | 24 juli 2002                                      | Nashville, Tennessee | TNA Asylum                     | Ken Shamrock (c) vs. Sabu in een Ladder vs. Submission match voor het NWA World Heavyweight Championship                                                                        |
| NWA-TNA PPV #7  | 31 juli 2002                                      | Nashville, Tennessee | TNA Asylum                     | Scott Hall vs. Jeff Jarrett in een Stretcher match |
| NWA-TNA PPV #8  | 7 augustus 2002                                   | Nashville, Tennessee | TNA Asylum                     | A.J. Styles vs. Jerry Lynn vs. Low Ki in een triple threat match voor het NWA TNA X Division Championship                                                                       |
| NWA-TNA PPV #9  | 14 augustus 2002                                  | Nashville, Tennessee | TNA Asylum                     | A.J. Styles & Jerry Lynn vs. Jeff Jarrett & Ron Killings voor het NWA World Tag Team Championship                                                                               |
| NWA-TNA PPV #10 | 21 augustus 2002                                  | Nashville, Tennessee | TNA Asylum                     | A.J. Styles vs. Jerry Lynn in een Iron Man match om de eerst volgende tegenstander te worden voor het NWA TNA X Division Championship                                           |
| NWA-TNA PPV #11 | 21 augustus 2002 (uitgezonden op 28 augustus 2002 | Nashville, Tennessee | TNA Asylum                     | Low Ki vs. A.J. Styles vs. Jerry Lynn in een triple threat Ladder match |
| NWA-TNA PPV #12 | 4 september 2002                                  | Nashville, Tennessee | TNA Asylum                     | Low Ki vs. A.J. Styles vs. Jerry Lynn in een triple threat Ladder match |
| NWA-TNA PPV #13 | 18 september 2002                                 | Nashville, Tennessee | TNA Asylum                     | Ron Killings (c) vs. Jerry Lynn voor het NWA World Heavyweight Championship |
| NWA-TNA PPV #14 | 25 september 2002                                 | Nashville, Tennessee | TNA Asylum                     | BG James vs. Jeff Jarret |
| NWA-TNA PPV #15 | 2 oktober 2002                                    | Nashville, Tennessee | TNA Asylum                     | BG James & Syxx-Pac vs. Brian Lawler & Jeff Jarrett |
| NWA-TNA PPV #16 | 9 oktober 2002                                    | Nashville, Tennessee | TNA Asylum                     | Ace Steel vs. A.J. Styles vs. Joel Maximo vs. Jose Maximo vs. Kid Kash vs. Syxx-Pac vs. Tony Mamaluke in een Free For All Ladder match voor het NWA TNA X Division Championship |
| NWA-TNA PPV #17 | 16 oktober 2002                                   | Nashville, Tennessee | TNA Asylum                     | Ron Killings (c) vs. Curt Hennig voor het NWA World Heavyweight Championship |
| NWA-TNA PPV #18 | 23 oktober 2002                                   | Nashville, Tennessee | TNA Asylum                     | Ron Killings (c) vs. Curt Hennig voor het NWA World Heavyweight Championship |
| NWA-TNA PPV #19 | 30 oktober 2002                                   | Nashville, Tennessee | TNA Asylum                     | A.J. Styles (c) vs. The Amazing Red voor het NWA TNA X Division Championship |
| NWA-TNA PPV #20 | 6 november 2002                                   | Nashville, Tennessee | TNA Asylum                     | A.J. Styles (c) vs. Jerry Lynn voor het NWA TNA X Division Championship |
| NWA-TNA PPV #21 | 13 november 2002                                  | Nashville, Tennessee | TNA Asylum                     | Jerry Lynn vs. A.J. Styles vs. Kid Kash om de eerste volgende tegenstander te worden voor het NWA World Heavyweight Championship                                                |
| NWA-TNA PPV #22 | 20 november 2002                                  | Nashville, Tennessee | TNA Asylum                     | Ron Killings (c) vs. Jeff Jarrett voor het NWA World Heavyweight Championship                                                                                                   |
| NWA-TNA PPV #23 | 27 november 2002                                  | Nashville, Tennessee | TNA Asylum                     | Jeff Jarrett (c) vs. Ron Killings voor het NWA World Heavyweight Championship                                                                                                   |
| NWA-TNA PPV #24 | 4 december 2002                                   | Nashville, Tennessee | TNA Asylum                     | Jeff Jarrett & Ron Killings vs. The Harris Brothers (Don & Ron) |
| NWA-TNA PPV #25 | 11 december 2002                                  | Nashville, Tennessee | TNA Asylum                     | Jeff Jarrett (c) vs. Curt Hennig voor het NWA World Heavyweight Championship |
| NWA-TNA PPV #26 | 18 december 2002                                  | Nashville, Tennessee | TNA Asylum                     | Triple X (Christopher Daniels, Elix Skipper & Low Ki) vs. The Amazing Red & The S.A.T. (Joel & Jose Maximo)                                                                     |

#### 2003
| Evenement                      | Datum                                              | Stad                 | Locatie    | Main Event |
| ------------------------------ | -------------------------------------------------- | -------------------- | ---------- | --- |
| NWA-TNA PPV #27                | 8 januari 2003                                     | Nashville, Tennessee | TNA Asylum | Jeff Jarrett vs. Triple X (Christopher Daniels, Elix Skipper & Low Ki) in een Gauntlet match |
| NWA-TNA PPV #28                | 15 januari 2003                                    | Nashville, Tennessee | TNA Asylum | Dusty Rhodes, Jeff Jarrett & The Road Warriors (Animal & Hawk) vs. Triple X & Vince Russo |
| NWA-TNA PPV #29                | 22 januari 2003                                    | Nashville, Tennessee | TNA Asylum | Jeff Jarrett vs. BG James, Christopher Daniels & Don Harris |
| NWA-TNA PPV #30                | 29 januari 2003                                    | Nashville, Tennessee | TNA Asylum | The Rock 'n' Roll Express (Ricky Morton & Robert Gibson) vs. America's Most Wanted (Chris Harris & James Storm) |
| NWA-TNA PPV #31                | 5 februari 2003                                    | Nashville, Tennessee | TNA Asylum | Triple X (Elix Skipper & Low Ki)vs. The Disciples of the New Church (Brian Lee & Slash) voor het NWA World Tag Team Championship |
| NWA-TNA PPV #32                | 12 februari 2003                                   | Nashville, Tennessee | TNA Asylum | The Sandman vs. Raven in een Falls Count Anywhere match |
| NWA-TNA PPV #33                | 19 februari 2003                                   | Nashville, Tennessee | TNA Asylum | Jeff Jarrett (c) vs. A.J. Styles voor het NWA World Heavyweight Championship |
| NWA-TNA PPV #34                | 26 februari 2003                                   | Nashville, Tennessee | TNA Asylum | Dusty Rhodes & Vader vs. The Harris Brothers (Don & Ron) |
| NWA-TNA PPV #35                | 5 maart 2003                                       | Nashville, Tennessee | TNA Asylum | The Sandman vs. Raven in een Raven's Clockwork Orange House Of Fun Match met Kevin Sullivan als Special Guest Referee |
| NWA-TNA PPV #36                | 12 maart 2003                                      | Nashville, Tennessee | TNA Asylum | A.J. Styles vs. Raven om de eerst volgende tegenstander te worden voor het NWA World Heavyweight Championship |
| NWA-TNA PPV #37                | 19 maart 2003                                      | Nashville, Tennessee | TNA Asylum | A.J. Styles vs. Raven om de eerst volgende tegenstander te worden voor het NWA World Heavyweight Championship |
| NWA-TNA PPV #38                | 26 maart 2003                                      | Nashville, Tennessee | TNA Asylum | Perry Saturn, The Sandman & The Disciples of the New Church (Brian Lee & Slash) vs. The Harris Brothers (Don & Ron) & Triple X (Christopher Daniels & Elix Skipper)                                                                                         |
| NWA-TNA PPV #39                | 2 april 2003                                       | Nashville, Tennessee | TNA Asylum | Jeff Jarrett vs. D-Lo Brown |
| NWA-TNA PPV #40                | 9 april 2003                                       | Nashville, Tennessee | TNA Asylum | Jerry Lynn & The Amazing Red vs. Chris Sabin & Jonny Storm vs. Jason Cross & Shark Boy vs. Triple X (Christopher Daniels & Elix Skipper) in een 4-way Eliminatie match om de eerst volgende tegenstander te worden voor het NWA World Tag Team Championship |
| NWA-TNA PPV #41                | 16 april 2003                                      | Nashville, Tennessee | TNA Asylum | Jeff Jarrett vs. Alexis Laree & Julio Dinero |
| NWA-TNA PPV #42                | 23 april 2003                                      | Nashville, Tennessee | TNA Asylum | The Amazing Red vs. Jerry Lynn om de eerst volgende tegenstander te worden voor het NWA TNA X Division Championship |
| NWA-TNA PPV #43                | 30 april 2003                                      | Nashville, Tennessee | TNA Asylum | Jeff Jarrett (c) vs. Raven voor het NWA World Heavyweight Championship |
| NWA-TNA PPV #44                | 7 mei 2003                                         | Nashville, Tennessee | TNA Asylum | Anarchy in the Asylum Battle Royal |
| NWA-TNA PPV #45                | 14 mei 2003                                        | Nashville, Tennessee | TNA Asylum | Triple X (Christopher Daniels & Elix Skipper) (c) vs. A.J. Styles & D-Lo Brown voor het NWA World Tag Team Championship |
| NWA-TNA PPV #46                | 21 mei 2003                                        | Nashville, Tennessee | TNA Asylum | The Sandman vs. Sonny Siaki |
| NWA-TNA PPV #47                | 28 mei 2003                                        | Nashville, Tennessee | TNA Asylum | Glen Gilberti vs. Raven |
| NWA-TNA PPV #48                | 4 juni 2003                                        | Nashville, Tennessee | TNA Asylum | Jeff Jarrett (c) vs. Glen Gilberti voor het NWA World Heavyweight Championship |
| NWA-TNA PPV #49                | 11 juni 2003                                       | Nashville, Tennessee | TNA Asylum | Jeff Jarrett vs. A.J. Styles (c) & Raven in een triple threat match voor het NWA World Tag Team Championship |
| 1st Anniversary Show           | 18 juni 2003                                       | Nashville, Tennessee | TNA Asylum | Jeff Jarrett & Sting vs. A.J. Styles & Syxx-Pac |
| NWA-TNA PPV #51                | 25 juni 2003                                       | Nashville, Tennessee | TNA Asylum | Jeff Jarrett & Raven vs. Glen Gilberti & Shane Douglas |
| NWA-TNA PPV #52                | 2 juli 2003                                        | Nashville, Tennessee | TNA Asylum | A.J. Styles (c) vs. Frankie Kazarian voor het NWA World Heavyweight Championship |
| NWA-TNA PPV #53                | 9 juli 2003                                        | Nashville, Tennessee | TNA Asylum | A.J. Styles (c) vs. D-Lo Brown voor het NWA World Heavyweight Championship |
| NWA-TNA PPV #54                | 16 juli 2003                                       | Nashville, Tennessee | TNA Asylum | D-Lo Brown vs. Vince Russo |
| NWA-TNA PPV #55                | 23 juli 2003                                       | Nashville, Tennessee | TNA Asylum | A.J. Styles (c) vs. D-Lo Brown in een Ladder match voor het NWA World Heavyweight Championship |
| NWA-TNA PPV #56                | 30 juli 2003                                       | Nashville, Tennessee | TNA Asylum | Jeff Jarrett vs. Legend |
| NWA-TNA PPV #57                | 6 augustus 2003                                    | Nashville, Tennessee | TNA Asylum | A.J. Styles vs. D-Lo Brown in een Steel Cage match voor het NWA World Heavyweight Championship |
| NWA-TNA PPV #58                | 13 augustus 2003                                   | Nashville, Tennessee | TNA Asylum | A.J. Styles (c) vs. Low Ki voor het NWA World Heavyweight Championship |
| NWA-TNA PPV #59                | 20 augustus 2003                                   | Nashville, Tennessee | TNA Asylum | Raven vs. Shane Douglas om de eerst volgende tegenstander te worden voor het NWA World Heavyweight Championship |
| Super X Cup                    | 20 augustus 2003 (uitgezonden op 3 september 2003) | Nashville, Tennessee | TNA Asylum | Chris Harris, D-Lo Brown, James Storm, Jeff Jarrett & Raven vs. A.J. Styles, Christopher Daniels, Johnny Swinger, Shane Douglas & Simon Diamond |
| NWA-TNA PPV #61                | 27 augustus 2003                                   | Nashville, Tennessee | TNA Asylum | A.J. Styles vs. Raven voor het NWA World Heavyweight Championship |
| One Cent                       | 10 september 2003                                  | Nashville, Tennessee | TNA Asylum | Triple X (Christopher Daniels & Elix Skipper) vs. America's Most Wanted (Chris Harris & James Storm) in een Steel Cage match voor het NWA World Tag Team Championship                                                                                       |
| NWA-TNA PPV #63                | 17 september 2003                                  | Nashville, Tennessee | TNA Asylum | Raven vs. Shane Douglas in een Hair vs. Hair match |
| NWA-TNA PPV #64                | 24 september 2003                                  | Nashville, Tennessee | TNA Asylum | The Gathering (CM Punk, Julio Dinero and Raven) vs. Shane Douglas & The Disciples of the New Church (Sinn and Slash) in een Dog Collar 6 man tag team match                                                                                                 |
| NWA-TNA PPV #65                | 1 oktober 2003                                     | Nashville, Tennessee | TNA Asylum | Dusty Rhodes & Jeff Jarrett vs. A.J. Styles & Vince Russo |
| NWA-TNA PPV #66                | 8 oktober 2003                                     | Nashville, Tennessee | TNA Asylum | A.J. Styles vs. Dusty Rhodes voor het NWA World Heavyweight Championship |
| NWA-TNA PPV #67                | 15 oktober 2003                                    | Nashville, Tennessee | TNA Asylum | Slash & Vampiro vs. The Gathering (CM Punk & Julio Dinero) |
| NWA-TNA PPV #68                | 22 oktober 2003                                    | Nashville, Tennessee | TNA Asylum | A.J. Styles (c) vs. Jeff Jarrett voor het NWA World Heavyweight Championship |
| NWA-TNA PPV #69                | 29 oktober 2003                                    | Nashville, Tennessee | TNA Asylum | Jeff Jarrett vs. Rick Steiner in een Non-Title match |
| NWA-TNA PPV #70                | 5 november 2003                                    | Nashville, Tennessee | TNA Asylum | Jeff Jarrett (c) vs. Sting voor het NWA World Heavyweight Championship |
| NWA-TNA PPV #71                | 12 november 2003                                   | Nashville, Tennessee | TNA Asylum | A.J. Styles and Sting vs. Jeff Jarrett & Lex Luger |
| NWA-TNA PPV #72                | 19 november 2003                                   | Nashville, Tennessee | TNA Asylum | A.J. Styles vs. Abyss |
| NWA-TNA PPV #73                | 26 november 2003                                   | Nashville, Tennessee | TNA Asylum | Dusty Rhodes vs. Jeff Jarrett in een Lumberjack Strap match |
| NWA-TNA PPV #74                | 3 december 2003                                    | Nashville, Tennessee | TNA Asylum | Jeff Jarrett (c) vs. A.J. Styles voor het NWA World Heavyweight Championship |
| NWA-TNA PPV #75                | 10 december 2003                                   | Nashville, Tennessee | TNA Asylum | A.J. Styles & D-Lo Brown vs. Jeff Jarrett & Kid Kash |
| NWA-TNA PPV #76                | 17 december 2003                                   | Nashville, Tennessee | TNA Asylum | Abyss, Kevin Northcutt & Legend vs. The Gathering (CM Punk, Julio Dinero and Raven) in een 6-man tag team Six Side of Steel Cage match |
| Best of the X Division in 2003 | 24 december 2003                                   | Nashville, Tennessee | TNA Asylum | Met de beste wedstrijden van X Division uit 2003 |
| Best of TNA 2003               | 31 december 2003                                   | Nashville, Tennessee | TNA Asylum | Met de beste wedstrijden uit 2003 |

#### 2004
| Evenement                | Datum                                       | Stad                 | Locatie     | Main Event |
| ------------------------ | ------------------------------------------- | -------------------- | ----------- | --- |
| NWA-TNA PPV #79          | 7 januari 2004                              | Nashville, Tennessee | TNA Asylum  | Chris Sabin vs. Christopher Daniels vs. Lo-Ki vs. Michael Shane (c) in een fatal 4-way Ultimate X match voor het NWA TNA X Division Championship                                                |
| NWA-TNA PPV #80          | 14 januari 2004                             | Nashville, Tennessee | TNA Asylum  | A.J. Styles & Erik Watts vs. Abyss & Jeff Jarrett |
| NWA-TNA PPV #81          | 21 januari 2004                             | Nashville, Tennessee | TNA Asylum  | Jeff Jarrett (c) vs. El León in een Street Fight voor het NWA World Heavyweight Championship |
| NWA-TNA PPV #82          | 28 januari 2004                             | Nashville, Tennessee | TNA Asylum  | Don Callis vs. Erik Watts |
| NWA-TNA PPV #83          | 4 februari 2004                             | Nashville, Tennessee | TNA Asylum  | Jeff Jarrett (c) vs. Dustin Rhodes voor het NWA World Heavyweight Championship |
| America's X Cup Part I   | 11 februari 2004                            | Nashville, Tennessee | TNA Asylum  | Team Mexico (Abismo Negro, Hector Garza, Juventud Guerrera & Mr. Águila) vs. Team TNA (Chris Sabin, Elix Skipper, Jerry Lynn & Sonjay Dutt)                                                     |
| NWA-TNA PPV #85          | 18 februari 2004                            | Nashville, Tennessee | TNA Asylum  | Chris Harris vs. Jeff Jarrett in een non-title match |
| NWA-TNA PPV #86          | 25 februari 2004                            | Nashville, Tennessee | TNA Asylum  | A.J. Styles (c) vs. Abyss in een Tables match voor het NWA World Tag Team Championship |
| NWA-TNA PPV #87          | 3 maart 2004                                | Nashville, Tennessee | TNA Asylum  | Chris Harris vs. Shane Douglas |
| America's X Cup Part II  | 3 maart 2004 (uitgezonden op 10 maart 2004) | Nashville, Tennessee | TNA Asylum  | David Young, Glen Gilberti & Kid Kash vs. 2 Tuff Tony & The Insane Clown Posse (Shaggy 2 Dope & Violent J)                                                                                      |
| NWA-TNA PPV #89          | 17 maart 2004                               | Nashville, Tennessee | TNA Asylum  | Chris Harris vs. Jeff Jarrett voor het NWA World Heavyweight Championship |
| NWA-TNA PPV #90          | 24 maart 2004                               | Nashville, Tennessee | TNA Asylum  | The Amazing Red vs. Elix Skipper vs. Jerry Lynn vs. Kazarian vs. Nosawa vs. Petey Williams in 6-way elimination match om numer one contender te worden voor het NWA TNA X Division Championship |
| NWA-TNA PPV #91          | 31 maart 2004                               | Nashville, Tennessee | TNA Asylum  | Abyss vs. A.J. Styles vs. Raven vs. Ron Killings |
| America's X Cup Part III | 31 maart 2004 (uitgezonden op 7 april 2004) | Nashville, Tennessee | TNA Asylum  | Dallas & Kid Kash vs. Christopher Daniels & Low Ki (c) voor het NWA World Tag Team Championship                                                                                                 |
| NWA-TNA PPV #93          | 14 april 2004                               | Nashville, Tennessee | TNA Asylum  | Chris Harris vs. Raven om de eerst volgende tegenstander te worden voor het NWA World Heavyweight Championship                                                                                  |
| NWA-TNA PPV #94          | 21 april 2004                               | Nashville, Tennessee | TNA Asylum  | Jeff Jarrett (c) vs. A.J. Styles in een Steel Cage match voor het NWA World Heavyweight Championship                                                                                            |
| NWA-TNA PPV #95          | 28 april 2004                               | Nashville, Tennessee | TNA Asylum  | A.J. Styles (c) vs. Ron Killings voor het NWA World Heavyweight Championship |
| NWA-TNA PPV #96          | 5 mei 2004                                  | Nashville, Tennessee | TNA Asylum  | A.J. Styles (c) vs. Raven voor het NWA World Heavyweight Championship |
| NWA-TNA PPV #97          | 12 mei 2004                                 | Nashville, Tennessee | TNA Asylum  | A.J. Styles (c) vs. Chris Harris voor het NWA World Heavyweight Championship |
| NWA-TNA PPV #98          | 19 mei 2004                                 | Nashville, Tennessee | TNA Asylum  | A.J. Styles vs. Chris Harris vs. Raven vs. Ron Killings in een Deadly Draw match voor het NWA World Heavyweight Championship                                                                    |
| World X Cup              | 28 mei 2004                                 | Nashville, Tennessee | TNA Asylum  | Chris Sabin vs. Hector Garza vs. Petey Williams |
| NWA-TNA PPV #100         | 2 juni 2004                                 | Nashville, Tennessee | TNA Asylum  | Ron Killings vs. A.J. Styles vs. Chris Harris vs. Jeff Jarrett vs. Raven in een King of the Mountain match voor het NWA World Heavyweight Championship                                          |
| NWA-TNA PPV #101         | 9 juni 2004                                 | Nashville, Tennessee | TNA Asylum  | Kazarian vs. A.J. Styles voor het TNA X Division Championship |
| NWA-TNA PPV #102         | 16 juni 2004                                | Nashville, Tennessee | TNA Asylum  | Team Canada (Bobby Roode, Eric Young & Petey Williams) vs. Team TNA (Chris Sabin, Elix Skipper and Jerry Lynn) in een 6-man tag team Flag match                                                 |
| 2nd Anniversary Show     | 23 juni 2004                                | Nashville, Tennessee | TNA Asylum  | Jeff Jarrett (c) vs. Ron Killings voor het NWA World Heavyweight Championship |
| NWA-TNA PPV #104         | 30 juni 2004                                | Nashville, Tennessee | TNA Asylum  | A.J. Styles vs. Chris Sabin vs. Elix Skipper vs. Kazarian vs. Michael Shane vs. The Amazing Red voor het TNA X Division Championship                                                            |
| NWA-TNA PPV #105         | 7 juli 2004                                 | Nashville, Tennessee | TNA Asylum  | Jeff Jarrett (c) vs. Ron Killings voor het NWA World Heavyweight Championship |
| NWA-TNA PPV #106         | 14 juli 2004                                | Nashville, Tennessee | TNA Asylum  | America's Most Wanted (Chris Harris & James Storm) vs. The Naturals (Andy Douglas & Chase Stevens) in een Ladder match                                                                          |
| NWA-TNA PPV #107         | 21 juli 2004                                | Nashville, Tennessee | TNA Asylum  | The Naturals (c) vs. America's Most Wanted in een Six Sides of Steel Cage match voor NWA World Tag Team Championship                                                                            |
| NWA-TNA PPV #108         | 28 juli 2004                                | Nashville, Tennessee | TNA Asylum  | A.J. Styles (c) vs. Frankie Kazarian vs. Michael Shane in een Ultimate X match voor het TNA X Division Championship                                                                             |
| NWA-TNA PPV #109         | 4 augustus 2004                             | Nashville, Tennessee | TNA Asylum  | A.J. Styles vs. Kid Kash |
| NWA-TNA PPV #110         | 11 augustus 2004                            | Nashville, Tennessee | TNA Asylum  | The Amazing Red vs. Petey Williams voor het vacante TNA X Division Championship |
| NWA-TNA PPV #111         | 18 augustus 2004                            | Nashville, Tennessee | TNA Asylum  | A.J. Styles vs. Kid Kash in een Street Fight |
| NWA-TNA PPV #112         | 25 augustus 2004                            | Nashville, Tennessee | TNA Asylum  | A.J. Styles, Jeff Hardy & Ron Killings vs. Dallas, Kid Kash & Monty Brown |
| NWA-TNA PPV #113         | 1 september 2004                            | Nashville, Tennessee | TNA Asylum  | A.J. Styles & Ron Killings vs. Dallas & Kid Kash in een tag team Street Fight |
| NWA-TNA PPV #114         | 8 september 2004                            | Nashville, Tennessee | TNA Asylum  | Jeff Jarrett (c) vs. Jeff Hardy voor het NWA World Heavyweight Championship |
| Victory Road             | 7 november 2004                             | Orlando, Florida     | Impact Zone | Jeff Jarrett vs. Jeff Hardy (c) in een Ladder match voor het NWA World Heavyweight Championship                                                                                                 |
| Turning Point            | 5 december 2004                             | Orlando, Florida     | Impact Zone | America's Most Wanted vs. Triple X (Christopher Daniels & Elix Skipper) in een Six Sides of Steel Cage match                                                                                    |

### Total Nonstop Action Wrestling tijdperk

#### 2005
| Evenement        | Datum             | Stad              | Locatie     | Main Event |
| ---------------- | ----------------- | ----------------- | ----------- | --- |
| Final Resolution | 16 januari 2005   | O rlando, Florida | Impact Zone | Jeff Jarrett (c) vs. Monty Brown voor het NWA World Heavyweight Championship                                                                       |
| Against All Odds | 13 februari 2005  | O rlando, Florida | Impact Zone | Jeff Jarrett (c) vs. Kevin Nash voor het NWA World Heavyweight Championship                                                                        |
| Destination X    | 13 maart 2005     | O rlando, Florida | Impact Zone | Jeff Jarrett (c) vs. Diamond Dallas Page in een Ringside Revenge match voor het NWA World Heavyweight Championship                                 |
| Lockdown         | 24 april 2005     | O rlando, Florida | Impact Zone | A.J. Styles (c) vs. Abyss in een Six Sides of Steel Cage match voor het NWA World Heavyweight Championship                                         |
| Hard Justice     | 15 mei 2005       | O rlando, Florida | Impact Zone | Jeff Jarrett (c) vs. A.J. Styles voor het NWA World Heavyweight Championship met als Tito Ortiz as Special Guest Referee                           |
| Slammiversary    | 19 juni 2005      | O rlando, Florida | Impact Zone | A.J. Styles (c) vs. Abyss vs. Monty Brown vs. Sean Waltman vs. Raven in een King of the Mountain match voor het NWA World Heavyweight Championship |
| No Surrender     | 17 juli 2005      | O rlando, Florida | Impact Zone | Raven (c) vs. Abyss in een Dog Collar match voor het NWA World Heavyweight Championship                                                            |
| Sacrifice        | 14 augustus 2005  | O rlando, Florida | Impact Zone | Raven & Sabu vs. Jeff Jarrett & Rhino |
| Unbreakable      | 11 september 2005 | O rlando, Florida | Impact Zone | Christopher Daniels (c) vs. A.J. Styles vs. Samoa Joe in een triple threat match voor het TNA X Division Championship                              |
| Bound for Glory  | 23 oktober 2005   | O rlando, Florida | Impact Zone | Jeff Jarrett vs. Rhino (c) voor het NWA World Heavyweight Championship met als Tito Ortiz as Special Guest Referee                                 |
| Genesis          | 13 november 2005  | O rlando, Florida | Impact Zone | Team 3D (Brother Ray & Brother Devon) & Rhino vs. America's Most Wanted (Chris Harris & James Storm) & Jeff Jarrett                                |
| Turning Point    | 11 december 2005  | O rlando, Florida | Impact Zone | Jeff Jarrett (c) vs. Rhino voor het NWA World Heavyweight Championship                                                                             |

#### 2006
| Evenement        | Datum             | Stad                        | Locatie                | Main Event |
| ---------------- | ----------------- | --------------------------- | ---------------------- | --- |
| Final Resolution | 15 januari 2006   | Orlando, Florida            | Impact Zone            | Sting & Christian Cage vs. Jeff Jarrett & Monty Brown |
| Against All Odds | 12 februari 2006  | Orlando, Florida            | Impact Zone            | Jeff Jarrett (c) vs. Christian Cage voor het NWA World Heavyweight Championship |
| Destination X    | 12 maart 2006     | Orlando, Florida            | Impact Zone            | Christian Cage (c) vs. Monty Brown voor het NWA World Heavyweight Championship |
| Lockdown         | 23 april 2006     | Orlando, Florida            | Impact Zone            | Sting's Warriors (Sting, A.J. Styles, Ron Killings & Rhino) vs. Jarrett's Army (Jeff Jarrett, Scott Steiner & America's Most Wanted (Chris Harris & James Storm)) in een Lethal Lockdown match |
| Sacrifice        | 14 mei 2006       | Orlando, Florida            | Impact Zone            | Christian Cage (c) vs. Abyss in een Full Metal Mayhem match voor het NWA World Heavyweight Championship                                                                                        |
| Slammiversary    | 18 juni 2006      | Orlando, Florida            | Impact Zone            | Christian Cage (c) vs. Abyss vs. Sting vs. Jeff Jarrett vs. Ron Killings in een KIng of the Mountain match voor het NWA World Heavyweight Championship                                         |
| Victory Road     | 16 juli 2006      | Orlando, Florida            | Impact Zone            | Sting vs. Christian Cage vs. Samoa Joe vs. Scott Steiner in een Road to Victory match de eerst volgende tegenstander te worden voor het NWA World Heavyweight Championship                     |
| Hard Justice     | 13 augustus 2006  | Orlando, Florida            | Impact Zone            | Jeff Jarrett (c) vs. Sting voor het NWA World Heavyweight Championship |
| No Surrender     | 24 september 2006 | Orlando, Florida            | Impact Zone            | Jeff Jarrett vs. Samoa Joe in een "Fan's Revenge" Lumberjack match |
| Bound for Glory  | 22 oktober 2006   | Plymouth Township, Michigan | Compuware Sports Arena | Jeff Jarrett (c) vs. Sting in een Ttile vs. Carreer match voor het NWA World Heavyweight Championship met Kurt Angle als Special Outside Enforcer                                              |
| Genesis          | 19 november 2006  | Orlando, Florida            | Impact Zone            | Kurt Angle vs. Samoa Joe |
| Turning Point    | 10 december 2006  | Orlando, Florida            | Impact Zone            | Kurt Angle vs. Samoa Joe |

#### 2007
| Evenement        | Datum            | Stad                  | Locatie                        | Main Event |
| ---------------- | ---------------- | --------------------- | ------------------------------ | --- |
| Final Resolution | 14 januari 2007  | Orlando, Florida      | Impact Zone                    | Abyss vs. Christian Cage (c) vs. Sting in een triple threat match voor het NWA World Heavyweight Championship                                                                                             |
| Against All Odds | 11 februari 2007 | Orlando, Florida      | Impact Zone                    | Christian Cage (c) vs. Kurt Angle voor het NWA World Heavyweight Championship met Samoa Joa als onofficiële outside enforcer                                                                              |
| Destination X    | 11 maart 2007    | Orlando, Florida      | Impact Zone                    | Christian Cage (c) vs. Samoa Joe voor het NWA World Heavyweight Championship |
| Lockdown         | 15 april 2007    | St. Charles, Missouri | Family Arena                   | Team Angle (Kurt Angle, Samoa Joe, Sting, Rhino & Jeff Jarrett) vs. Team Cage (Christian Cage, A.J. Styles, Abyss, Scott Steiner & Tomko) in een Lethal Lockdown match                                    |
| Sacrifice        | 13 mei 2007      | Orlando, Florida      | Impact Zone                    | Christian Cage (c) vs. Kurt Angle vs. Sting voor het World Heavyweight Championship |
| Slammiversary    | 17 juni 2007     | Nashville, Tennessee  | Nashville Municipal Auditorium | Kurt Angle vs. A.J. Styles vs. Samoa Joe vs. Christian Cage vs. Chris Harris in een King of the Mountain match voor het TNA World Heavyweight Championship                                                |
| Victory Road     | 15 juli 2007     | Orlando, Florida      | Impact Zone                    | Kurt Angle & Samoa Joe vs. Team 3D (Brother Ray & Brother Devon) in een tag team match voor het TNA World Heavyweight, World Tag Team en X Division Championships                                         |
| Hard Justice     | 12 augustus 2007 | Orlando, Florida      | Impact Zone                    | Kurt Angle (c) vs. Samoa Joe (c) in een Winner Takes All match voor het TNA World Heavyweight Championship, IWGP Heavyweight Championship, TNA X Division Championship en TNA World Tag Team Championship |
| No Surrender     | 9 september 2007 | Orlando, Florida      | Impact Zone                    | Kurt Angle (c) vs. Abyss voor het TNA World Heavyweight Championship |
| Bound for Glory  | 14 oktober 2007  | Duluth, Georgia       | Arena at Gwinnett Center       | Kurt Angle (c) vs. Sting voor het TNA World Heavyweight Championship |
| Genesis          | 11 november 2007 | Orlando, Florida      | Impact Zone                    | Sting & Booker T (c) vs. Kurt Angle & Kevin Nash in een tag team match voor het TNA World Tag Team Championship                                                                                           |
| Turning Point    | 2 december 2007  | Orlando, Florida      | Impact Zone                    | Samoa Joe, Kevin Nash & Eric Young vs. The Angle Alliance (Kurt Angle, A.J. Styles & Tomko) |

#### 2008
| Evenement        | Datum             | Stad                       | Locatie               | Main Event |
| ---------------- | ----------------- | -------------------------- | --------------------- | --- |
| Final Resolution | 6 januari 2008    | Orlando, Florida           | Impact Zone           | Kurt Angle (c) vs. Christian Cage voor het TNA World Heavyweight Championship |
| Against All Odds | 10 februari 2008  | Greenville, South Carolina | BI-LO Center          | Kurt Angle (c) vs. Christian Cage voor het TNA World Heavyweight Championship met Samoa Joe als outside enforcer |
| Destination X    | 9 maart 2008      | Norfolk, Virginia          | Norfolk Scope         | The Unlikely Alliance (Christian Cage, Kevin Nash & Samoa Joe) vs. The Angle Alliance (Kurt Angle, A.J. Styles & Tomko) |
| Lockdown         | 13 april 2008     | Lowell, Massachusetts      | Tsongas Arena         | Kurt Angle (c) vs. Samoa Joe in een Six Sides of Steel Cage match voor het TNA World Heavyweight Championship |
| Sacrifice        | 11 mei 2008       | Orlando, Florida           | Impact Zone           | Samoa Joe (c) vs. Scott Steiner vs. Kaz in een triple threat match voor het TNA World Heavyweight Championship |
| Slammiversary    | 8 juni 2008       | Southaven, Mississippi     | DeSoto Civic Center   | Samoa Joe (c) vs. Christian Cage vs. Booker T vs. Rhino vs. Robert Roode in een King of the Mountain match voor het TNA World Heavyweight Championship                                                                      |
| Victory Road     | 13 juli 2008      | Houston, Texas             | Reliant Arena         | Samoa Joe (c) vs. Booker T voor het TNA World Heavyweight Championship |
| Hard Justice     | 10 augustus 2008  | Trenton, New Jersey        | Sovereign Bank Arena  | Samoa Joe (c) vs. Booker T in een Six Sides of Steel Weapons match voor het TNA World Heavyweight Championship |
| No Surrender     | 14 september 2008 | Oshawa, Ontario            | General Motors Centre | Samoa Joe (c) vs. Christian Cage vs. Kurt Angle in een triple threat match voor het TNA World Heavyweight Championship |
| Bound for Glory  | 12 oktober 2008   | Hoffman Estates, Illinois  | Sears Centre          | Samoa Joe (c) vs. Sting voor het TNA World Heavyweight Championship |
| Turning Point    | 9 november 2008   | Orlando, Florida           | Impact Zone           | Sting (c) vs. A.J. Styles voor het TNA World Heavyweight Championship |
| Final Resolution | 7 december 2008   | Orlando, Florida           | Impact Zone           | The Main Event Mafia (Sting (c), Kevin Nash, Booker T & Scott Steiner) vs. The TNA Front Line (A.J. Styles, Samoa Joe, Brother Ray & Brother Devon) in een 8-man tag team match voor het TNA World Heavyweight Championship |

#### 2009
| Evenement        | Datum             | Stad                       | Locatie                    | Main Event |
| ---------------- | ----------------- | -------------------------- | -------------------------- | --- |
| Genesis          | 11 januari 2009   | Charlotte, North Carolina  | Bojangles' Coliseum        | Mick Foley & The TNA Front Line (A.J. Styles & Brother Devon) vs. Cute Kip & The Main Event Mafia (Booker T & Scott Steiner) in een 6-man tag team Hardcore match |
| Against All Odds | 8 februari 2009   | Orlando, Florida           | Impact Zone                | Sting (c) vs. Kurt Angle vs. Brother Ray vs. Brother Devon in een Fatal 4-Way match TNA World Heavyweight Championship                                            |
| Destination X    | 15 maart 2009     | Orlando, Florida           | Impact Zone                | Sting (c) vs. Kurt Angle voor het TNA World Heavyweight Championship                                                                                              |
| Lockdown         | 19 april 2009     | Philadelphia, Pennsylvania | Liacouras Center           | Sting (c) vs. Mick Foley in een Six Sides of Steel Cage match voor het TNA World Heavyweight Championship                                                         |
| Sacrifice        | 24 mei 2009       | Orlando, Florida           | Impact Zone                | Sting vs. Mick Foley vs. Kurt Angle vs. Jeff Jarrett in een 4-Way Ultimate Sacrifice match                                                                        |
| Slammiversary    | 21 juni 2009      | Auburn Hills, Michigan     | The Palace of Auburn Hills | Mick Foley vs. Kurt Angle vs. Jeff Jarrett vs. A.J. Styles vs. Samoa Joe (c) in een King of the Mountain match voor het TNA World Heavyweight Championship        |
| Victory Road     | 19 juli 2009      | Orlando, Florida           | Impact Zone                | Kurt Angle (c) vs. Mick Foley voor het TNA World Heavyweight Championship                                                                                         |
| Hard Justice     | 16 augustus 2009  | Orlando, Florida           | Impact Zone                | Kurt Angle (c) vs. Sting vs. Matt Morgan in een triple threat match voor het TNA World Heavyweight Championship                                                   |
| No Surrender     | 20 september 2009 | Orlando, Florida           | Impact Zone                | Kurt Angle vs. A.J. Styles vs. Sting vs. Matt Morgan vs. Hernandez ineen 5-Way Dance match voor het TNA World Heavyweight Championship                            |
| Bound for Glory  | 18 oktober 2009   | Irvine, Californië         | Bren Events Center         | A.J. Styles (c) vs. Sting voor het TNA World Heavyweight Championship                                                                                             |
| Turning Point    | 15 november 2009  | Orlando, Florida           | Impact Zone                | A.J. Styles (c) vs. Daniels vs. Samoa Joe in een triple threat match voor het TNA World Heavyweight Championship                                                  |
| Final Resolution | 20 december 2009  | Orlando, Florida           | Impact Zone                | A.J. Styles (c) vs. Daniels voor het TNA World Heavyweight Championship                                                                                           |

#### 2010
| Evenement        | Datum            | Stad                   | Locatie      | Main Event |
| ---------------- | ---------------- | ---------------------- | ------------ | --- |
| Genesis          | 17 januari 2010  | Orlando, Florida       | Impact Zone  | A.J. Styles (c) vs. Kurt Angle voor het TNA World Heavyweight Championship                                                                                |
| Against All Odds | 14 februari 2010 | Orlando, Florida       | Impact Zone  | D'Angelo Dinero vs. Mr. Anderson |
| Destination X    | 21 maart 2010    | Orlando, Florida       | Impact Zone  | A.J. Styles 9c) vs. Abyss voor het TNA World Heavyweight Championship                                                                                     |
| Lockdown         | 18 april 2010    | St. Charles, Missouri  | Family Arena | Team Flair (Sting, Desmond Wolfe, James Storm & Robert Roode) vs. Team Hogan (Abyss, Jeff Hardy, Jeff Jarrett & Rob Van Dam) in een Lethal Lockdown match |
| Sacrifice        | 16 mei 2010      | Orlando, Florida       | Impact Zone  | Rob Van Dam (c) vs. A.J. Styles voor het TNA World Heavyweight Championship                                                                               |
| Slammiversary    | 13 juni 2020     | Orlando, Florida       | Impact Zone  | Rob Van Dam (c) vs. Sting voor het TNA World Heavyweight Championship                                                                                     |
| Victory Road     | 11 juli 2010     | Orlando, Florida       | Impact Zone  | Rob Van Dam (c) vs. Abyss vs. Jeff Hardy vs. Mr. Anderson in een fatal 4-way match voor het TNA World Heavyweight Championship                            |
| Hardcore Justice | 8 augustus 2010  | Orlando, Florida       | Impact Zone  | Rob Van Dam vs. Sabu in een Hardcore match |
| No Surrender     | 5 september      | Orlando, Florida       | Impact Zone  | Mr. Anderson vs. D'Angelo Dinero |
| Bound for Glory  | 10 oktober 2010  | Daytona Beach, Florida | Ocean Center | Jeff Hardy (c) vs. Kurt Angle vs. Mr. Anderson in een 3-way Dance match voor het vacante TNA World Heavyweight Championship                               |
| Turning Point    | 7 november 2010  | Orlando, Florida       | Impact Zone  | Jeff Hardy (c) vs. Matt Morgan voor het TNA World Heavyweight Championship                                                                                |
| Final Resolution | 5 december 2010  | Orlando, Florida       | Impact Zone  | Jeff Hardy (c) vs. Matt Morgan in een No Disqualification match voor het TNA World Heavyweight Championship met Mr. Anderson als Speciale Guest Referee   |

#### 2011
| Evenement        | Datum             | Stad                       | Locatie          | Main Event |
| ---------------- | ----------------- | -------------------------- | ---------------- | --- |
| Genesis          | 9 januari 2011    | Orlando, Florida           | Impact Zone      | Jeff Hardy (c) vs. Mr. Anderson voor het TNA World Heavyweight Championship                                                                              |
| Against All Odds | 13 februari 2011  | Orlando, Florida           | Impact Zone      | Mr. Anderson (c) vs. Jeff Hardy in een Ladder match voor het TNA World Heavyweight Championship                                                          |
| Victory Road     | 13 maart 2011     | Orlando, Florida           | Impact Zone      | Sting (c) vs. Jeff Hardy in een No Disqualification match voor het TNA World Heavyweight Championship                                                    |
| Lockdown         | 17 april 2011     | Cincinnati, Ohio           | U.S. Bank Arena  | Fortune (Christopher Daniels, Kazarian, James Storm & Robert Roode) vs. Immortal (Ric Flair, Abyss, Bully Ray & Matt Hardy) in een Lethal Lockdown match |
| Sacrifice        | 15 mei 2011       | Orlando, Florida           | Impact Zone      | Sting (c) vs. Rob Van Dam voor het TNA World Heavyweight Championship                                                                                    |
| Slammiversary    | 12 juni 2011      | Orlando, Florida           | Impact Zone      | Kurt Angle vs. Jeff Jarrett |
| Destination X    | 10 juli 2011      | Orlando, Florida           | Impact Zone      | A.J. Styles vs. Christopher Daniels |
| Hardcore Justice | 7 augustus 2011   | Orlando, Florida           | Impact Zone      | Sting (c) vs. Kurt Angle voor het TNA World Heavyweight Championship                                                                                     |
| No Surrender     | 11 september 2011 | Orlando, Florida           | Impact Zone      | Kurt Angle (c) vs. Stingvs. Mr. Anderson in een triple threat match voor het TNA World Heavyweight Championship                                          |
| Bound for Glory  | 16 oktober 2011   | Philadelphia, Pennsylvania | Liacouras Center | Kurt Angle (c) vs. Bobby Roode voor het TNA World Heavyweight Championship                                                                               |
| Turning Point    | 13 november 2011  | Orlando, Florida           | Impact Zone      | Bobby Roode (c) vs. A.J. Styles voor het TNA World Heavyweight Championship                                                                              |
| Final Resolution | 11 december 2011  | Orlando, Florida           | Impact Zone      | Bobby Roode (c) vs. A.J. Styles in een 30-minuten Iron Man Match voor het TNA World Heavyweight Championship                                             |

#### 2012
| Evenement        | Datum            | Stad                 | Locatie                        | Main Event |
| ---------------- | ---------------- | -------------------- | ------------------------------ | --- |
| Genesis          | 8 januari 2012   | Orlando, Florida     | Impact Zone                    | Bobby Roode (c) vs. Jeff Hardy het TNA World Heavyweight Championship                                                             |
| Against All Odds | 12 februari 2012 | Orlando, Florida     | Impact Zone                    | Bobby Roode (c) vs. Jeff Hardy vs. James Storm vs. Bully Ray in een fatal 4-way match voor het TNA World Heavyweight Championship |
| Victory Road     | 18 maart 2012    | Orlando, Florida     | Impact Zone                    | Bobby Roode (c) vs. Sting in een No Holds Barred match                                                                            |
| Lockdown         | 15 april 2012    | Nashville, Tennessee | Nashville Municipal Auditorium | Bobby Roode (c) vs. James Storm in een Steel Cage match voor het TNA World Heavyweight Championship                               |
| Sacrifice        | 13 mei 2012      | Orlando, Florida     | Impact Zone                    | Bobby Roode (c) vs. Rob Van Dam in een Ladder match het TNA World Heavyweight Championship                                        |
| Slammiversary    | 10 juni 2012     | Arlington, Texas     | College Park Center            | Bobby Roode (c) vs. Sting voor het TNA World Heavyweight Championship                                                             |
| Destination X    | 8 juli 2012      | Orlando, Florida     | Impact Zone                    | Bobby Roode (c) vs. Austin Aries voor het TNA World Heavyweight Championship                                                      |
| Hardcore Justice | 12 augustus 2012 | Orlando, Florida     | Impact Zone                    | Austin Aries (c) vs. Bobby Roode in een Last Chance match voor het TNA World Heavyweight Championship                             |
| No Surrender     | 9 september 2012 | Orlando, Florida     | Impact Zone                    | Jeff Hardy (c) vs. Bully Ray |
| Bound for Glory  | 14 oktober 2012  | Phoenix, Arizona     | GCU Arena                      | Austin Aries (c) vs. Jeff Hardy voor het TNA World Heavyweight Championship                                                       |
| Turning Point    | 11 november 2012 | Orlando, Florida     | Impact Zone                    | Jeff Hardy (c) vs. Austin Aries in een Ladder match voor het TNA World Heavyweight Championship                                   |
| Final Resolution | 9 december 2012  | Orlando, Florida     | Impact Zone                    | Jeff Hardy (c) vs. Bobby Roode voor het TNA World Heavyweight Championship                                                        |

#### 2013
| Evenement       | Datum           | Stad                  | Locatie       | Main Event |
| --------------- | --------------- | --------------------- | ------------- | --- |
| Genesis         | 13 januari 2013 | Orlando, Florida      | Impact Zone   | Jeff Hardy (c) vs. Austin Aries vs. Bobby Roode triple threat match elimination match voor het TNA World Heavyweight Championship |
| Lockdown        | 10 maart 2013   | San Antonio, Texas    | Alamodome     | Jeff Hardy (c) vs. Bully Ray in een Steel Cage match voor het TNA World Heavyweight Championship                                  |
| Slammiversary   | 2 juni 2013     | Boston, Massachusetts | Agganis Arena | Bully Ray (c) vs. Sting in een Last Chance No Holds Barred Match voor het TNA World Heavyweight Championship                      |
| Bound for Glory | 20 oktober 2013 | San Diego, Californië | Viejas Arena  | Bully Ray (c) vs. A.J. Styles in een No Disqualification match voor het TNA World Heavyweight Championship                        |

#### 2014
| Evenement       | Datum           | Stad                         | Locatie             | Main Event |
| --------------- | --------------- | ---------------------------- | ------------------- | --- |
| Lockdown        | 9 maart 2014    | Miami, Coral Gables, Florida | BankUnited Center   | Team MVP (MVP, Davey Richards, Eddie Edwards & Willow) vs. Team Dixie (Bobby Roode, Austin Aries, Jessie Godderz & Robbie E) in een Lethal Lockdown match met Bully Ray als Special Guest Referee voor de controle over Wrestling Operations |
| Sacrifice       | 27 april 2014   | Orlando, Florida             | Impact Zone         | Eric Young (c) vs. Magnus voor het TNA World Heavyweight Championship |
| Slammiversary   | 15 juni 2014    | Arlington, Texas             | College Park Center | Eric Young (c) vs. Lashley vs. Austin Aries in een Steel Cage match voor het TNA World Heavyweight Championship |
| Bound for Glory | 12 oktober 2014 | Tokio, Japan                 | Korakuen Hall       | The Great Muta & Tajiri vs. James Storm & The Great Sanada |

#### 2015
| Evenement       | Datum          | Stad                    | Locatie        | Main Event |
| --------------- | -------------- | ----------------------- | -------------- | --- |
| Slammiversary   | 28 juni 2015   | Orlando, Florida        | Impact Zone    | Drew Galloway vs. Jeff Jarrett vs. Matt Hardy vs. Bobby Roode vs. Eric Young in een King of the Mountain match voor het vacante TNA King of the Mountain Championship |
| Bound for Glory | 4 oktober 2015 | Concord, North Carolina | Cabarrus Arena | Ethan Carter III (c) vs. Drew Galloway vs. Matt Hardy triple threat match voor het TNA World Heavyweight Championship met Jeff Hardy als Special Guest Referee        |

#### 2016
| Evenement       | Datum          | Stad             | Locatie     | Main Event                                                                                         |
| --------------- | -------------- | ---------------- | ----------- | -------------------------------------------------------------------------------------------------- |
| Slammiversary   | 12 juni 2016   | Orlando, Florida | Impact Zone | Drew Galloway (c) vs. Lashley voor het TNA World Heavyweight Championship                          |
| Bound for Glory | 2 oktober 2016 | Orlando, Florida | Impact Zone | Lashley (c) vs. Ethan Carter III No Holds Barred match voor het TNA World Heavyweight Championship |

### Impact Wrestling tijdperk

#### 2017
| Evenement       | Datum           | Stad                    | Locatie           | Main Event |
| --------------- | --------------- | ----------------------- | ----------------- | --- |
| Slammiversary   | 2 juli 2017     | Orlando, Florida        | Impact Zone       | Alberto El Patrón (GFW-c) vs. Lashley (Impact-c) in in een unificatie match voor het Impact Wrestling World Heavyweight en GFW Global Championships |
| Bound for Glory | 5 november 2017 | Ottawa, Ontario, Canada | Aberdeen Pavilion | Eli Drake (c) vs. Johnny Impact voor het Impact Global Championship                                                                                 |

#### 2018
| Evenement       | Datum           | Stad                     | Locatie           | Main Event                                                                                                |
| --------------- | --------------- | ------------------------ | ----------------- | --- |
| Redemption      | 22 april 2018   | Orlando, Florida         | Impact Zone       | Austin Aries (c) vs. Fénix vs. Pentagón Jr. in een triple threat match voor het Impact World Championship |
| Slammiversary   | 22 juli 2018    | Toronto, Ontario, Canada | The Rebel Complex | Austin Aries (c) vs. Moose voor het Impact World Championship                                             |
| Bound for Glory | 14 oktober 2018 | New York                 | Melrose Ballroom  | Austin Aries (c) vs. Johnny Impact voor het Impact World Championship                                     |

#### 2019
| Evenement        | Datum             | Stad                     | Locatie                  | Main Event                                                                             |
| ---------------- | ----------------- | ------------------------ | ------------------------ | -------------------------------------------------------------------------------------- |
| Homecoming       | 6 januari 2019    | Nashville, Tennessee     | The Asylum               | Johnny Impact (c) vs. Brian Cage voor het Impact World Championship                    |
| United We Stand  | 4 april 2019      | Rahway, New Jersey       | Rahway Recreation Center | The Lucha Bros (Fénix & Pentagón Jr.) vs. Rob Van Dam & Sabu                           |
| Rebellion        | 28 april 2019     | Toronto, Ontario, Canada | The Rebel Complex        | The Latin American Xchange (Santana & Ortiz) vs. The Lucha Bros (Fénix & Pentagón Jr.) |
| Slammiversary    | 7 juli 2019       | Dallas, Texas            | Gilley's Dallas          | Sami Callihan vs. Tessa Blanchard                                                      |
| Lucha Invades NY | 15 september 2019 | New York                 | Hulu Theater             | Blue Demon Jr. vs. Dr. Wagner Jr.                                                      |
| Bound for Glory  | 20 oktober 2019   | Villa Park, Illinois     | Odeum Expo Center        | Brian Cage (c) vs. Sami Callihan voor het Impact World Championship                    |

#### 2020
| Evenement       | Datum           | Stad                 | Locatie          | Main Event |
| --------------- | --------------- | -------------------- | ---------------- | --- |
| Hard To Kill    | 12 januari 2020 | Dallas, Texas        | The Bomb Factory | Sami Callihan (c) vs. Tessa Blanchard in een intergender match voor het Impact World Championship                                                    |
| Slammiversary   | 18 juli 2020    | Nashville, Tennessee | Skyway Studios   | Eric Young vs. Eddie Edwards vs. Rich Swann vs. Ace Austin vs. Trey Miguel in a five-way eliminatie match voor het vacante Impact World Championship |
| Bound for Glory | 24 oktober 2020 | Nashville, Tennessee | Skyway Studios   | Eric Young (c) vs. Rich Swann voor het Impact World Championship                                                                                     |

#### 2021
| Evenement       | Datum           | Stad                 | Locatie        | Main Event |
| --------------- | --------------- | -------------------- | -------------- | --- |
| Hard To Kill    | 16 januari 2021 | Nashville, Tennessee | Skyway Studios | Kenny Omega & The Good Brothers vs. Rich Swann, Chris Sabin & Moose                                                                     |
| Rebellion       | 25 april 2021   | Nashville, Tennessee | Skyway Studios | Kenny Omega (AEW) vs. Rich Swann (Impact) in een Title vs. Title match voor het AEW World Championship en het Impact World Championship |
| Slammiversary   | 17 juli 2021    | Nashville, Tennessee | Skyway Studios | Kenny Omega (c) vs. Sami Callihan in een No Disqualification match voor het Impact World Championship                                   |
| Bound for Glory | 23 oktober 2021 | Las Vegas, Nevada    | N.T.B.         | N.T.B. |